# Cojocna
Cojocna (węg. Kolozs) – wieś w Rumunii, w okręgu Kluż, w gminie Cojocna. W 2011 roku liczyła 2354 mieszkańców.